# Вуэннияур
Вуэннияур (также Вуэнни-Яур) — пресноводное озеро в Мурманской области России, находится на территории Кольского района.
Расположено на западе области, к западу от Верхнетуломского водохранилища, в правобережье среднего течения реки Коалланйоки, в 157 километрах к юго-западу от Мурманска. Находится на высоте 121 метра над уровнем моря. Форма озера лопастная, максимальная длина — около 6,15 км, ширина достигает 5,4 км. Имеется несколько островов, наиболее два крупных — у западного и южного берега. Площадь озера — 15,2 км². 
Впадает несколько рек и ручьёв без названия. Сток имеет через протоки на северо-западе в озёра Сельглуоббал и Коалланъяур и далее — в реку Коалланйоки. В 14 км к востоку расположена гора Нюрмтундра высотой 653 м. Берега изрезаны, низкие, преимущественно покрытые сосновой тайгой, в отдельных местах — заболоченные участки.
Озеро богато рыбой, в нём обитают сиг, щука, окунь, кумжа, хариус, налим.